# Jonathan Franzen
Jonathan Franzen (ur. 17 sierpnia 1959) – amerykański pisarz i eseista.

## Życiorys
Urodził się niedaleko Chicago, wychowywał się w Webster Groves na przedmieściach St. Louis (stan Missouri). Po ukończeniu w 1981 Swarthmore College, wyjechał jako stypendysta Fulbrighta na Freie Universität w Berlinie. Później pracował w laboratorium sejsmologicznym na Uniwersytecie Harvarda.
Jest autorem powieści The Twenty-Seventh City (1988) i Strong Motion (1992) oraz zbioru esejów How to Be Alone (2002). Za swoją twórczość został nagrodzony Whiting Writers Award w 1988, Stypendium Guggenheima w 1996 i American Academy's Berlin Prize w 2000. Powieść Korekty (The Corrections) przyniosła mu w 2001 roku prestiżową nagrodę National Book Award. W Polsce ukazała się nakładem Wydawnictwa Sonia Draga. W 2010 wydał powieść Wolność, okrzykniętą największym wydarzeniem literackim 2010 w USA.
Mieszka w Nowym Jorku i pisuje dla „The New Yorker”.

## Wybrana twórczość

### Powieści
- Dwudzieste siódme miasto (The Twenty-Seventh City, 1988)
- Silny wstrząs (Strong Motion, 1992)
- Korekty (The Corrections, 2001)
- Wolność (Freedom, 2010) (Farrar, Straus and Giroux)
- Bez skazy (Purity, 2015)
- Crossroads (2021)